# Barclaya hirta
Barclaya hirta ist eine in Sumatra, Indonesien, beheimatete Wasserpflanze. Der Status dieser Art ist umstritten. Zum einen wird sie als Synonym von Barclaya motleyi betrachtet, zum anderen wird sie als eigenständige Art anerkannt.

## Beschreibung

### Vegetative Merkmale
Barclaya hirta ist eine Wasserpflanze mit behaarten, ausläuferbildenden, 2–5 cm langen und 0,5–1 cm breiten Rhizomen. Die 10–15 rundlich bis eiförmigen Blätter mit abgerundeter Spitze sind 5–10 cm lang und 4–8 cm breit. Die Blattstiele sind 5–20 cm lang. Die Blätter weisen eine bräunliche Behaarung auf.

### Generative Merkmale
Die nachtblühende, 4 cm breite Blüte hat einen 5–20 cm langen Blütenstiel. Die äußeren Tepalen sind 2,5–3 cm lang, die 6–8 inneren Tepalen sind 2 cm lang. Das Androeceum besteht aus 30–40 Staubblättern. Der Narbenbecher hat 7–9 Fruchtblattanhängsel. Früchte sind nicht bekannt.

## Zytologie
Die diploide Chromosomenzahl beträgt 2n = 36.

## Reproduktion

### Vegetative Vermehrung
Es werden Stolonen gebildet.

### Generative Vermehrung
Die Blüten sind wahrscheinlich nachtblühend.

## Taxonomie

### Veröffentlichung
Die Art wurde von Wilhelm Sulpiz Kurz als Nymphaea hirta Kurz ex Teijsm. & Binn. beschrieben und 1864 von Johannes Elias Teijsmann und Simon Binnendijk gültig veröffentlicht. Später wurde sie von Friedrich Anton Wilhelm Miquel 1870 als Barclaya hirta (Kurz ex Teijsm. & Binn.) Miq. in die Gattung Barclaya Wall. überführt.

### Typusexemplar
Das Typusexemplar wurde von Johannes Elias Teijsmann in Sumatra, Indonesien, gesammelt.

### Status der Klassifizierung
Der Status dieser Art ist umstritten. Sie wird teilweise abgelehnt, und teilweise akzeptiert.

## Etymologie
Das Artepitheton hirta, abgeleitet vom lateinischen hirtus, bedeutet haarig.

## Gefährdung
Den IUCN-Kriterien zufolge wird die Art als „Data Deficient“ (DD) eingestuft.

## Ökologie

### Lebensraum
Barclaya hirta kommt in kleinen Bächen vor.